# To Mega Therion
Albums de Celtic Frost
Emperor's Return
(1985) Tragic Serenades
(1986)
To Mega Therion est le deuxième album du groupe de metal suisse Celtic Frost, sorti en 1985 sur le label Noise Records. La piste Return to the Eve (1985 Studio Jam) est un titre bonus disponible uniquement sur la réédition de 1999.

## Liste des titres
1. Innocence and Wrath – 1:02
2. The Usurper – 3:24
3. Jewel Throne – 3:59
4. Dawn of Meggido – 5:42
5. Eternal Summer – 4:29
6. Circle of the Tyrants – 4:36
7. (Beyond the) North Winds – 3:04
8. Fainted Eyes – 5:00
9. Tears in a Prophet's Dream – 2:30
10. Necromantical Screams – 6:06
11. Return to the Eve (1985 Studio Jam) – 4:08